# Cantonul Ceyzériat
Cantonul Ceyzériat este un canton din arondismentul Bourg-en-Bresse, departamentul Ain, regiunea Rhône-Alpes, Franța.

## Comune
| Comune               | Populație (1999) | Cod poștal | Cod INSEE |
| -------------------- | ---------------- | ---------- | --------- |
| Ceyzériat            | 2 390            | 01250      | 01072     |
| Cize                 | 127              | 01250      | 01106     |
| Drom                 | 200              | 01250      | 01150     |
| Grand-Corent         | 111              | 01250      | 01177     |
| Hautecourt-Romanèche | 676              | 01250      | 01184     |
| Jasseron             | 1 256            | 01250      | 01195     |
| Bohas-Meyriat-Rignat | 727              | 01250      | 01245     |
| Ramasse              | 219              | 01250      | 01317     |
| Revonnas             | 492              | 01250      | 01321     |
| Simandre-sur-Suran   | 638              | 01250      | 01408     |
| Villereversure       | 1 102            | 01250      | 01447     |